# オルケスタ・デル・ソル
オルケスタ・デル・ソル（Oruqesta Del Sol）は、1978年に結成された日本初のサルサ・バンド。通称は″デル・ソル″。″オルケスタ″はスペイン語で″楽団、バンド″、″デル・ソル″は″太陽の″を表し、バンド名は″太陽の楽団″を意味する。ラテン音楽に日本語の歌詞を乗せ、ビッグバンドを従えて活動を展開している。

## 略歴
1978年、パーカッショニストのペッカーこと橋田正人の呼びかけにより、キーボードの森村献、ベースの高橋ゲタ夫らを中心に結成される。
1979年 - 六本木ピットインでのライブでバンドとしてデビューし、1980年、村上ポンタ秀一の主催によるジョイント・コンサートに参加した後にその評判が口コミで広がり、原宿クロコダイルでのライブは好評を博した。
1981年 - ディスコメイトレコードから「レインボー・ラブ」でメジャーデビューを果たす。
1982年 - ライブ録音の「ハラジュク・ライブ」がリリースされる。1983年から5年間在籍していた大儀見元、NORAらが後に結成したオルケスタ・デ・ラ・ルスや、森村献がプロデュースを手掛けたチカブーン等に多大な影響を与えた。
1993年 - シングル「太陽のイレブン」をリリース。この曲はJリーグ″ガンバ大阪″のオフィシャル・テーマソングに採用された。これに伴いアルバム『デルソル』がMCAビクターからリリースされる。収録曲「EL AMOR ES FATAL」の演奏にはキューバ人のコンガ・プレーヤー、タタ・ウィネスが参加している。
1999年 - 11月27日、28日の二日間、原宿クロコダイルにて、NORA、タイロン橋本、高橋ゲタ夫、マーティン・ウィルウェーバー、大儀見元、吉田憲司等、嘗てのメンバーを多数ゲストに迎え、結成21周年記念ライブを行う。
2013年 - 結成36周年イヤーとして、嘗てのメンバーに加え歴代のボーカリストであるやまもときょうこ、吉田歩、ルベル・カブラーレスらも参加して、計3回の記念ライブが開催される。
2015年 - 人気キューバ人歌手のフリアン・エル・ピジョ(Julián El Pillo)が加入し、サウンド面の完成度が高まる。
現在も、メンバーチェンジを繰り返しながら「JAPAN SALSA CONGRESS」ライブやホールコンサートに参加するほか、南佳孝、麻倉未稀、織田哲郎など様々なアーティストとコラボ公演やサルサ・フェスティバルなどで共演し、精力的に活動を続けている。

## メンバー
| 名前                                       | 主な担当                           |
| ------------------------------------------ | ---------------------------------- |
| ペッカー（Hashida Masato）                 | ボーカル、パーカッション           |
| 森村献（Ken Morimura）                     | ピアノ、ミュージカル・ディレクター |
| 木村誠（Makoto Kimura）                    | ボーカル、パーカッション           |
| フリアン・オスカール（Julian Oscar Tapia） | ボーカル                           |
| 渋谷和利（Kazutoshi Shibuya）              | ベース                             |
| 佐藤英樹（Hideki Sato）                    | ボンゴ                             |
| 美座良彦（Yoshihiko Miza）                 | ティンバレス                       |
| 都筑章浩（Akihiro Tsuzuki）                | コンガ                             |
| 佐久間勲（Isao Sakuma）                    | トランペット                       |
| 中野勇介（Yusuke Nakano）                  | トランペット                       |
| 向井志門（Shimon Mukai）                   | アルトサックス                     |
| 竹野昌邦（Masakuni Takeno）                | テナーサックス                     |

### 旧メンバー
- 高橋ゲタ夫[10]
- 大儀見元[11]
- タイロン橋本
- NORA
- 吉田憲司
- マーティン・ウィルウェバー
- ルベル・カブラーレス
- やまもときょうこ[12]
- 吉田歩

他多数

## ディスコグラフィー

### シングル
- 「レインボー・ラヴ」
- 「太陽のイレブン」
- 「晴れた日も来るさ」
- 「SENTIMIENTO DEL AMOR」
- 「裏切者のテーマ」
- 「THE FIGHT!!」

### アルバム
- 『RAINBOW LOVE』
- 『HARAJŪKU-LIVE』（ボーナストラックを追加収録したCD復刻盤もリリースされている。）
- 『DEL SOL』
- 『COMPA ÑEROS 〜太陽の仲間たち〜』
- 『RUMBA』
- 『BRAVO!!』
- 『PA'LATE!』
- 『CARCAJADA』
- 『GOLDEN☆BEST』
- 『THE VERY BEST OF DEL SOL』